# 秋山勝彦 (柔道)
秋山 勝彦（あきやま かつひこ、1967年11月29日 - ）は、静岡県富士市出身の、日本の柔道家である。階級は95kg級。身長174cm。得意技は内股、背負投。

## 経歴
柔道は小学校2年の時に始めた。日大三島高校2年の時に全国高校選手権の団体戦でチーム初となる3位に貢献して優秀選手に選ばれた。3年の時にインターハイ重量級で決勝まで進むが、天理高校3年の中谷弘に敗れて2位だった。
1986年に日大へ進学すると、1年の時には新人体重別の95kg級決勝で東海大第五高校3年の甲斐康浩に敗れて2位だった
。2年の時には講道館杯と体重別で3位に入ると、正力杯でも3位になった。新人体重別では決勝で近畿大学2年の竹村典久を破って優勝を飾った。4年の時には講道館杯の決勝で東海大学3年の甲斐に敗れて2位だった。正力杯では決勝で竹村を破って優勝した。ブルガリア国際で国際大会初優勝を飾ると、続くドイツ国際では3位となった。
1990年には95kg超級及び無差別の世界チャンピオンである小川直也とともにJRAの所属となった。シアトルで開催されたグッドウィルゲームズでは3位だった。1991年の講道館杯では決勝で大学の2年後輩にあたる日大4年の賀持道明に敗れた。1994年からは実業個人選手権で2連覇を達成した。一方、講道館杯では同じ職場となったJRAの賀持に決勝で敗れて2位だった。続くオーストリア国際でも決勝で賀持に敗れた。1995年の全日本選手権では準々決勝まで進むと、86kg級の世界チャンピオンである旭化成の中村佳央と対戦した。その試合では肩車と体落で有効を取られると、終了と同時に腕挫十字固を極められて敗れたが5位に入った。1997年の体重別では階級を上げてきた中村佳央に決勝で敗れて2位だった。

## 戦績
- 1985年 -　全国高校選手権　団体戦　3位
- 1985年 -　インターハイ　2位(重量級)
- 1986年 -　新人体重別　2位
- 1987年 -　講道館杯 3位
- 1987年 -　体重別　3位
- 1987年 -　正力杯　3位
- 1987年 -　新人体重別　優勝
- 1989年 -　講道館杯　2位
- 1989年 -　正力杯　優勝
- 1990年 -　ブルガリア国際　優勝
- 1990年 -　ドイツ国際　3位
- 1990年 -　体重別　3位
- 1990年 -　グッドウィルゲームズ　3位
- 1990年 -　嘉納杯　95kg級　5位　無差別　5位
- 1991年 -　講道館杯　2位
- 1991年 -　体重別　3位
- 1992年 -　ブルガリア国際　3位
- 1993年 -　体重別　3位
- 1993年 -　実業個人選手権　3位
- 1994年 -　実業個人選手権　優勝
- 1994年 -　講道館杯　2位
- 1995年 -　オーストリア国際　2位
- 1995年 -　全日本選手権　5位
- 1995年 -　実業個人選手権　優勝
- 1997年 -　体重別　2位
- 1997年 -　実業個人選手権　3位

(出典、JudoInside.com)。